# Cursolo-Orasso
Cursolo-Orasso är en frazione i kommunen Valle Cannobina i provinsen Verbano Cusio Ossola i regionen Piemonte i Italien. 
Cursolo-Orasso upphörde som kommun den 1 januari 2019 och bildade med de tidigare kommunerna Cavaglio-Spoccia och Falmenta den nya kommunen Valle Cannobina. Den tidigare kommunen hade 94 invånare (2018). Kommuncentret var Cursolo.